# Campeonato Mundial de Halterofilismo de 2011 - Mais de 105 kg masculino
A categoria mais de 105 kg masculino foi um evento do Campeonato Mundial de Halterofilismo de 2011, disputado na Disneyland Resort Paris, em Paris, na França, entre 12 e 13 de novembro de 2011. 

## Calendário
Horário local (UTC+1)
| Dia            | Horário | Fase    |
| -------------- | ------- | ------- |
| 12 de novembro | 14:00   | Grupo D |
| 12 de novembro | 21:30   | Grupo C |
| 13 de novembro | 11:30   | Grupo B |
| 13 de novembro | 16:30   | Grupo A |

## Medalhistas
| Evento    | Ouro                | Ouro   | Prata                      | Prata  | Bronze                     | Bronze |
| --------- | ------------------- | ------ | -------------------------- | ------ | -------------------------- | ------ |
| Arranque  | Behdad Salimi (IRI) | 214 kg | Ihor Shymechko (UKR)       | 200 kg | Sajjad Anoushiravani (IRI) | 198 kg |
| Arremesso | Behdad Salimi (IRI) | 250 kg | Sajjad Anoushiravani (IRI) | 241 kg | Jeon Sang-guen (KOR)       | 241 kg |
| Total     | Behdad Salimi (IRI) | 464 kg | Sajjad Anoushiravani (IRI) | 439 kg | Jeon Sang-guen (KOR)       | 433 kg |

## Recordes
Antes desta competição, o recorde mundial da prova era o seguinte:
| Recorde         | Tipo      | Atleta                  | Peso   | Local       | Data                   |
| Recorde Mundial | Arranque  | Hossein Rezazadeh (IRI) | 213 kg | Qinhuangdao | 14 de setembro de 2003 |
| Recorde Mundial | Arremesso | Hossein Rezazadeh (IRI) | 263 kg | Atenas      | 25 de agosto de 2004   |
| Recorde Mundial | Total     | Hossein Rezazadeh (IRI) | 472 kg | Sydney      | 26 de setembro de 2000 |

Os seguintes novos recordes foram estabelecidos durante esta competição.
| Arranque | 214 kg | Behdad Salimi (IRI) | Recorde mundial |

## Resultado
Os resultados foram os seguintes. 
| Pos.              | Atleta                      | Grupo | Peso   | Arranque (kg) | Arranque (kg) | Arranque (kg) | Arranque (kg)     | Arremesso (kg) | Arremesso (kg) | Arremesso (kg) | Arremesso (kg)    | Total |
| Pos.              | Atleta                      | Grupo | Peso   | 1             | 2             | 3             | Resultado         | 1              | 2              | 3              | Resultado         | Total |
| ----------------- | --------------------------- | ----- | ------ | ------------- | ------------- | ------------- | ----------------- | -------------- | -------------- | -------------- | ----------------- | ----- |
| Medalha de ouro   | Behdad Salimi (IRI)         | A     | 168.22 | 201           | 209           | 214           | Medalha de ouro   | 241            | 250            | 260            | Medalha de ouro   | 464   |
| Medalha de prata  | Sajjad Anoushiravani (IRI)  | A     | 149.85 | 193           | 193           | 198           | Medalha de bronze | 228            | 233            | 241            | Medalha de prata  | 439   |
| Medalha de bronze | Jeon Sang-guen (KOR)        | A     | 157.86 | 183           | 192           | 196           | 6                 | 232            | 241            | 254            | Medalha de bronze | 433   |
| 4                 | Ihor Shymechko (UKR)        | A     | 136.36 | 195           | 200           | 203           | Medalha de prata  | 223            | 223            | 230            | 4                 | 430   |
| 5                 | An Yong-kwon (KOR)          | A     | 140.69 | 183           | 196           | 198           | 4                 | 222            | 222            | —              | 10                | 418   |
| 6                 | Oleg Proshak (UKR)          | A     | 124.65 | 180           | 185           | 190           | 7                 | 215            | 222            | 225            | 8                 | 415   |
| 7                 | Péter Nagy (HUN)            | A     | 154.30 | 186           | 192           | 196           | 5                 | 215            | 223            | 226            | 9                 | 415   |
| 8                 | Almir Velagić (GER)         | B     | 136.94 | 176           | 180           | 183           | 10                | 216            | 221            | 228            | 5                 | 411   |
| 9                 | Itte Detenamo (NRU)         | A     | 149.59 | 175           | 180           | 180           | 17                | 222            | 228            | 232            | 6                 | 408   |
| 10                | Abdelrahman El-Sayed (EGY)  | A     | 129.71 | 185           | 190           | 192           | 8                 | 217            | 225            | 226            | 14                | 407   |
| 11                | Irakli Turmanidze (GEO)     | B     | 122.90 | 180           | 185           | 188           | 12                | 210            | 215            | 218            | 13                | 398   |
| 12                | Chen Shih-chieh (TPE)       | B     | 136.15 | 170           | 178           | 178           | 24                | 215            | 227            | —              | 7                 | 397   |
| 13                | Hojamuhammet Toýçyýew (TKM) | B     | 122.75 | 170           | 170           | 177           | 18                | 210            | 218            | 223            | 12                | 395   |
| 14                | Hayk Hakobyan (ARM)         | B     | 127.65 | 170           | 180           | 185           | 13                | 210            | 215            | 220            | 16                | 395   |
| 15                | Dzmitry Vornik (BLR)        | C     | 128.39 | 170           | 175           | 180           | 14                | 205            | 210            | 215            | 17                | 395   |
| 16                | Fernando Reis (BRA)         | C     | 132.34 | 170           | 176           | 181           | 19                | 207            | 212            | 217            | 15                | 393   |
| 17                | Kazuomi Ota (JPN)           | B     | 147.37 | 177           | 182           | 185           | 11                | 211            | 215            | 215            | 20                | 393   |
| 18                | George Kobaladze (CAN)      | C     | 132.16 | 165           | 169           | —             | 25                | 215            | 220            | —              | 11                | 389   |
| 19                | Lasha Talakhadze (GEO)      | B     | 143.11 | 175           | 180           | 187           | 15                | 207            | 207            | —              | 24                | 387   |
| 20                | Yauheni Zharnasek (BLR)     | B     | 146.22 | 175           | 180           | 183           | 16                | 206            | 206            | —              | 25                | 386   |
| 21                | Ondrej Kružel (SVK)         | C     | 121.22 | 170           | 175           | 180           | 20                | 209            | 214            | 214            | 21                | 384   |
| 22                | Christian López (GUA)       | D     | 134.81 | 165           | 170           | 175           | 23                | 202            | 202            | 207            | 23                | 377   |
| 23                | Dmitriy Kaplin (KAZ)        | C     | 120.25 | 160           | 165           | 168           | 27                | 197            | 205            | 208            | 22                | 376   |
| 24                | Yoel Morales (VEN)          | C     | 129.44 | 155           | 161           | 165           | 31                | 210            | 215            | 217            | 18                | 376   |
| 25                | Julio Arteaga (ECU)         | C     | 135.84 | 160           | 165           | 170           | 29                | 205            | 211            | 215            | 19                | 376   |
| 26                | Ante Vuković (CRO)          | C     | 128.04 | 165           | 165           | 170           | 22                | 197            | 202            | 205            | 26                | 372   |
| 27                | Igor Olshanetskyi (ISR)     | D     | 124.33 | 155           | 161           | 165           | 28                | 196            | 201            | 202            | 27                | 366   |
| 28                | Zach Schluender (USA)       | D     | 119.62 | 163           | 168           | 168           | 26                | 190            | 197            | 202            | 30                | 365   |
| 29                | Damon Kelly (AUS)           | C     | 144.37 | 160           | 165           | 165           | 33                | 200            | 208            | 208            | 28                | 360   |
| 30                | Michal Pokusa (SVK)         | C     | 113.80 | 152           | 157           | 159           | 34                | 193            | 197            | 197            | 29                | 356   |
| 31                | Ragnar Öhman (SWE)          | C     | 127.85 | 160           | 160           | 165           | 32                | 195            | 202            | 202            | 31                | 355   |
| 32                | Vincas Šlevinskis (LTU)     | D     | 122.32 | 156           | 162           | 166           | 30                | 185            | 190            | 190            | 36                | 347   |
| 33                | Parminder Phangura (CAN)    | D     | 137.04 | 151           | 155           | 155           | 35                | 190            | 190            | 190            | 34                | 345   |
| 34                | Teemu Roininen (FIN)        | D     | 128.58 | 145           | 149           | 151           | 39                | 190            | 190            | 194            | 32                | 339   |
| 35                | Sandeep Kumar (IND)         | D     | 124.68 | 139           | 144           | 148           | 37                | 185            | 190            | 195            | 33                | 338   |
| 36                | Artjoms Ivanovs (LAT)       | D     | 108.28 | 145           | 150           | 150           | 38                | 180            | 185            | 190            | 35                | 330   |
| 37                | Rupinder Singh (IND)        | D     | 114.69 | 149           | 154           | 154           | 36                | 175            | 180            | 180            | 37                | 329   |
| 38                | Daniel Nemani (NIU)         | D     | 140.71 | 135           | 140           | 144           | 40                | 165            | 172            | 175            | 38                | 315   |
| —                 | Ruben Aleksanyan (ARM)      | A     | 147.23 | 180           | 185           | —             | 9                 | 240            | 240            | 240            | —                 | —     |
| —                 | Pat Mendes (USA)            | C     | 130.53 | 172           | 177           | 177           | 21                | 205            | 205            | 205            | —                 | —     |
| —                 | Jim Gyllenhammar (SWE)      | B     | 125.19 | 170           | 171           | 171           | —                 | —              | —              | —              | —                 | —     |
| —                 | Carlos Campos (CRC)         | C     | 127.36 | 166           | 166           | 166           | —                 | —              | —              | —              | —                 | —     |
| DSQ               | Chingiz Mogushkov (RUS)     | A     | 184.44 | 192           | 192           | 192           | —                 | 233            | 233            | 240            | —                 | —     |